# 吉米·霍法
詹姆斯·瑞德尔·「吉米」·霍法（英語：James Riddle "Jimmy" Hoffa，1913年2月14日—1975年7月30日失蹤，1982年7月30日被判定為法定死亡），是一名美國工會領導人，他曾經在1957年至1971年任国际卡车司机兄弟会（IBT）的主席。
霍法從小就是工會的活躍份子，並在20多歲時成為IBT的重要地區人物。到1952年，他成為IBT的全國副主席，而且在1957年至1971年期間擔任IBT的總主席。他在1964年憑藉全國貨運總協議牢固了第一份有關貨車司機評估的全國性協議。他在工會的成長和發展中扮演著重要的角色，在他擔任領導人期間，該工會最終成為美國最大的工會（按會員數量），高峰時有230萬名會員。
霍法從其貨車司機工作的早期就開始參與有組織犯罪活動，這種聯繫一直持續到1975年他失蹤為止。他在1964年的兩次單獨審判中被判干預陪審團、企圖賄賂，以及郵件和電信欺詐罪名。他於1967年入獄，被判處13年刑期。1971年中期，根據與美國總統李察·尼克遜的特赦協議，他辭去了工會主席的職務，於同年晚期被釋放，但直到1980年都被禁止參加工會活動。霍法希望重新獲得支持並重返IBT的領導層，但未能成功推翻這一命令。
霍法在1975年7月30日失蹤。相信他已經被黑手黨殺害，並在1982年被判定為法定死亡。霍法的遺產持續激起了爭論。

## 其他的说法和推测
在2004年出版的《我听说你漆房子：弗兰克·“爱尔兰人”·希兰与吉米·霍法案的结案》一书中，作家查尔斯·布朗特写道弗兰克·希兰，一名据称是黑帮分子的职业杀手，也是霍法的老朋友，承认杀害了霍法。根据这本书，希兰声称是工会组织的查尔斯·奥布莱恩开车送希兰、霍法和另一名黑帮分子萨尔·布里格里奥前去底特律的一所住宅，在那里希兰向霍法的后脑勺开了两枪。此外，在2003年，希兰向记者承认他谋杀了霍法，但是在希兰声称谋杀发生的底特律房子里，调查发现的血迹最终被确定与霍法的DNA不匹配。查尔斯·布朗特这本书的真实性，包括希兰对杀害霍法的供词，一直受到大量质疑，比尔·托内里在《Slate》杂志上发表的文章《爱尔兰人的谎言》表示不相信，哈佛大学法学院教授杰克·戈德史密斯在《纽约书评》写文章《吉米·霍法和“爱尔兰人”：真实的犯罪故事？》也表示质疑。北亚利桑那大学犯罪学和刑事司法教授詹姆斯·布切拉托质疑黑手党会委托一位爱尔兰裔美国人担任杀死霍法的角色，他还认为霍法会拒绝离开餐厅那么远。
据传霍法的遗体被埋葬在巨人体育场。探索频道的节目《流言终结者》的一集《追寻霍法》中，人们用探地雷达扫描了据传霍法埋葬的体育场内的位置。这是为了揭示是否有任何扰动表明那里埋葬了一具尸体，但最终没有发现任何人类遗骸的痕迹。此外，2010年巨人体育场被拆除时，没有发现任何人类遗骸。
2006年，理查德·库克林斯基去世，在他去世后出版的传记中发表了他的一份监狱供词，供词中库克林斯基声称自己是绑架并谋杀霍法四人小组的一员。曾参与霍法案的前联邦调查局特工罗伯特·加里蒂驳斥了库克林斯基的说法，称其为骗局。其他职权部门也表示库克林斯基不太可能参与霍法的失踪。
2012年，密歇根州罗斯维尔市警方在底特律郊区一条车道下的地面上采集了样本，此前有人报告称，在霍法于1975年失踪前后，有人目睹了一具尸体被埋在那里。密歇根州立大学人类学家对此地取样样本进行了测试，没有发现人类遗骸的证据。
2013年1月，著名黑帮分子托尼·泽里利暗示霍法最初被埋葬在一个浅墓穴中，并计划稍后将他的遗体转移到第二个地点。泽里利说这些计划被放弃了，霍法的遗体位于密歇根州奥克兰县北部的一块田地里，离他最后一次露面的餐厅不远。泽里利否认对霍法的失踪负有任何责任或与之有关。2013年6月17日，在调查泽里利的信息时，联邦调查局被带到奥克兰县北部奥克兰镇的一处房产，该房产属于底特律黑帮老大杰克·托克。三天后联邦调查局取消了挖掘。他们没有发现任何人类遗骸，案件仍悬而未决。
托马斯·安德雷塔于2019年去世，他的兄弟斯蒂芬根据报道在2000年死于癌症，他们兄弟被美国联邦调查局列为杀死吉米·霍法的嫌疑人。两人都是新泽西州的卡车司机且是著名吉诺维斯犯罪家族的帮派合伙人。联邦调查局称托马斯·安德雷塔是“一个安东尼·普罗文扎诺的亲信，据称与霍法的失踪有关。”
在2019年4月接受DJ Vlad采访时，前科伦坡家族的角头迈克尔·弗兰泽斯表示，他确信霍法的失踪与黑帮有关，他知道霍法尸体的位置和枪手的身份，并有透露霍法失踪细节的录音带。当被要求提供霍法尸体的信息时，弗兰泽斯说，“我可以告诉你，这个位置是湿的，这是肯定的”，“根据好的信息，再一次，我想我知道真正的枪手是谁；他今天还活着，在监狱里。”2018年，价值娱乐采访迈克尔·弗兰泽斯时，弗兰泽斯还声称“这个位置很湿”，并补充道“很深”。弗兰泽斯还声称，他手中有一盘录音带，“把一切都说清楚”，他可能会在晚些时候发布。
一名垃圾填埋场的工作人员在临终声明中声称，他将霍法的尸体埋在了新泽西州泽西市普拉斯基高架路地下垃圾填埋场的一个钢桶中，钢桶距离地面15英尺。2021年10月，联邦调查局获得了搜查令，并完成了垃圾填埋场的现场调查。2022年7月，美国联邦调查局宣布，对普拉斯基高架路地下垃圾填埋场的调查“没有发现任何有价值的证据”。

## 流行文化
1983年電視迷你劇《Blood Feud》中，由羅伯特·布萊克飾演霍法。
1992年電影《Hoffa》中，積·尼高遜飾演霍法。
作者詹姆士·艾洛伊在「美國地下世界三部曲」小說中描寫了虛構化版本的吉米·霍法，作為重要的次要角色人物。
电影《美国往事》中，卡车司机工会主席吉米·康威·奥唐纳，就是灵感来源于吉米·霍法的角色。
馬田·史高西斯的2019年電影《愛爾蘭人》中，阿爾·柏仙奴飾演霍法。

## 外部連結
- 吉米·霍法在互联网电影资料库（IMDb）上的資料（英文）
- 在Find a Grave上的吉米·霍法
- HDSI - Who Killed Jimmy Hoffa?  Documentary produced by the PBS Series History Detectives
- Guide to James R. Hoffa Documentation Collection, 1954-1976, Special Collections Research Center, Estelle and Melvin Gelman Library, The George Washington University（页面存档备份，存于）